# Danilo Alvim
Danilo Alvim (Rio de Janeiro, 3 december 1920 – aldaar, 16 mei 1996) was een Braziliaans voetballer. Hij maakte deel uit van het noodlottige Braziliaanse WK-team van 1950. Hij wordt algemeen beschouwd als een van 's werelds beste centrale helften in zijn tijd; hij stond bekend als een zeer verfijnde en elegante speler met een fijne balcontrole en nauwkeurige passes op lange afstand, het markeren van tegenstanders en hij was extreem snel. Hij werd nooit van het veld gestuurd. Hij stond bekend als "Prince" vanwege de karakteristieke elegantie van zijn speelstijl.

## Clubcarrière
Danilo Alvim begon zijn carrière op 19-jarige leeftijd bij de Amerikaanse club uit zijn geboorteplaats Rio de Janeiro. Hij kwam in het eerste team van de club dankzij Flavio Costa, de coach van het nationale team van Rio, die de jongen op het trainingsveld in Campo Celes opmerkte en zei dat hij misschien voor het nationale team van Rio zou spelen. Maar het jaar daarop raakte hij ernstig gewond: Alvim, die in een rijdende tram probeerde te springen, werd aangereden door een auto en hij liep 39 breuken op, waarvan de meeste op de zijn benen vielen en werd met spoed naar het ziekenhuis gebracht. Maar zelfs zo'n blessure hield Alvim niet tegen: hij werd ongeveer 18 maanden behandeld en later trainde hij hard en betrad hij in 1942 opnieuw het veld.
Na een aantal wedstrijden voor Amerika werd Alvim uitgeleend aan Canto do Rio. Alvim moest het team veranderen vanwege de hoofdcoach van de club, Zhentil Cardozo, die uit de VS kwam, die de speler niet in de ploeg zag. In Kanto begon hij een hoge klasse van spel te tonen. Bij zijn terugkeer in Amerika was Alvim al een sterke speler geworden. Hij werd al snel een leider en de toonaangevende clubs in de staat begonnen op hem te "jagen". In 1946 verhuisde Alvim naar de club Vasco da Gama, die 300 duizend reals betaalde voor de transfer van een voetballer en zich ertoe verbond drie vriendschappelijke wedstrijden met Amerika te spelen. Aanvankelijk werd hij niet gezien als centrale middenvelder, waar Alvim gewend was om in Amerika te spelen. Hij werd op de rechterflank van het middenveld geplaatst, maar zijn speelstijl, ongelooflijke spelmaker, elegante passes en dribbelen dwongen de teambazen al snel om hem naar het midden van het veld te verplaatsen. Hij werd onderdeel van de beroemde "Victoria Express", de zogenaamde "Vasco" van het midden van de jaren 1940, begin jaren 1950, die vier staatskampioenschapstitels en één Zuid-Amerikaans clubkampioenschap won. En het jaar daarop had Alvim nog een vreugde: hij trouwde met zijn vrouw Selinda. In 1954 verhuisde Alvim naar de club Botafogo, maar speelde daar slechts twee seizoenen. Nadat hij Botafogo had verlaten, verhuisde Alvim als vrije agent naar Uberaba, waar hij begon op te treden als spelerscoach. Alvim speelde twee wedstrijden voor Uberaba, de laatste wedstrijd speelde hij tegen Sao Paulo, waarna hij besloot "zijn schoenen op te hangen". In 1957 werd Alvim degene voor wie Zizinho verhuisde om zijn carrière bij Uberaba te beëindigen.

## Internationale carrière
Alvim maakte zijn internationale debuut tijdens de Copa América 1945 toen Brazilië als tweede eindigde en ook in 1946. Hij won de Roca Cup met het Braziliaanse nationale team in 1945. Zijn eerste interlanddoelpunt was tegen Uruguay in 1948. Alvim won de Copa América van 1949 en scoorde één keer, hij zei dat het toernooi het beste van zijn leven was. Hij was een starter voor het beroemde WK-team van 1950, ten onrechte herinnerd voor het verliezen van de laatste wedstrijd tegen Uruguay, ondanks dat hij een van de beste selecties ooit van Brazilië was. Brazilië hoefde alleen Uruguay te loten om het WK voetbal 1950 in het Maracanã-stadion te winnen. Uruguay kwam terug van een achterstand en won de wedstrijd met 2-1. Deze nederlaag wordt vandaag de dag herinnerd als de Maracanaço. Na de wedstrijd was Alvim verdrietig en hij werd getroost door zijn teamgenoten en tegenstanders, Hoewel hij niet de schuld kreeg van de nederlaag, hebben zijn teamgenoten verklaard dat hij een goede wedstrijd speelde. Het wordt beschouwd als de ergste ramp in de geschiedenis van Brazilië. Alvim wordt tot op de dag van vandaag beschouwd als een van de meest complete centrale helften van Brazilië en door sommigen in de top 10 van de Braziliaanse craques. Net zoals Ademir, Zizinho, Jair en anderen in het team van 1950, zou hij waarschijnlijk nog hoger worden aangeschreven als die ene dag in het Maracanã-stadion er niet was geweest. In 1952 keerde hij terug naar het Braziliaanse nationale team na 2 jaar afwezig te zijn geweest en hij won het Pan-Amerikaans kampioenschap, In 1953 werd Alvim geselecteerd om te spelen voor de Copa América en hij vormde met Bauer en Bigode een formidale trio op het middenveld, hij was een echte spelmaker tijdens het toernooi en de Seleção eindigde als tweede. Hij stopte na het toernooi. Hij speelde tussen 1945 en 1953 27 wedstrijden met 2 doelpunten. Hij won ook de Roca Cup in 1945, de Copa Rio Branco in 1947 en 1950 en Taça Oswaldo Cruz in 1950. 

## Leidinggevende carrière
Na zijn pensionering werkte Alvim met veel teams, maar het grootste succes voor hem was de overwinning met het Boliviaanse nationale team in het Zuid-Amerikaanse kampioenschap in 1963. In 1968 werd Alvim het hoofd van de Remo-club en in het eerste seizoen maakte het team staatskampioen. En een jaar later leidde hij het team naar de overwinning in het toernooi van het noorden van Brazilië, waarbij hij in de finale de rivaal "Remo" versloeg met een score van 5-1 en 4-1. Voor het seizoen 1970 eiste Alvim een verhoging van zijn loon van de club: 10 duizend cruzeiro voor een contractverlenging, 2,5 duizend maandelijks, plus kosten van levensonderhoud voor Alvim zelf en zijn gezin. De club ging akkoord met deze voorwaarden, maar Remo kon het succes van voorgaande jaren niet herhalen en de coach ontsloeg zichzelf.

## Overlijden
Alvim overleed op 16 mei 1996 aan een longontsteking tijdens een bezoek aan een daklozenopvang in Rio de Janeiro, vijf dagen nadat zijn teamgenoot Ademir stierf, hij werd enkele dagen later begraven. Na zijn dood werd hij nog steeds beschouwd als een van de beste verdedigende middenvelders.